# International Race of Champions 1979/1980
International Race of Champions 1979/1980 (IROC VII) kördes över två omgångar efter kvaltävlingar för de olika serierna vars förare var inbjudna. Bobby Allison blev mästare, med Darrell Waltrip på andra plats.

## Delsegrare
| Datum      | Bana      | Vinnare         |
| ---------- | --------- | --------------- |
| 28 oktober | Riverside | Darrell Waltrip |
| 15 mars    | Atlanta   | Bobby Allison   |

## Slutställning
| Plats | Förare            | Poäng |
| ----- | ----------------- | ----- |
| 1     | Bobby Allison     | 41    |
| 2     | Darrell Waltrip   | 32    |
| 3     | Rick Mears        | 31    |
| 4     | Gordon Johncock   | 26    |
| 5     | Mario Andretti    | 25    |
| 6     | Johnny Rutherford | 24    |
| 7     | Neil Bonnett      | 20    |
| 8     | Don Whittington   | 15    |
| 9     | Bobby Unser       | 14    |
| 10    | Buddy Baker       | 14    |
| 11    | Peter Gregg       | 11    |
| 12    | Clay Regazzoni    | 9     |